# Slöjfjällskivling
Slöjfjällskivling (Lepiota cortinarius) är en svampart. Slöjfjällskivling ingår i släktet Lepiota och familjen Agaricaceae.  Arten är reproducerande i Sverige.

## Underarter
Arten delas in i följande underarter:
- audreae
- cortinarius